# L'Art de toucher le clavecin
L’Art de toucher le clavecin est un ouvrage pédagogique du compositeur et claveciniste François Couperin paru en 1716. Une édition révisée lui a fait suite en 1717.

## Origines
Même avant la mort, en 1679, de son père Charles, organiste à l'église Saint-Gervais-Saint-Protais, François Couperin avait fait preuve d’un grand talent musical. À la mort de son père, Michel-Richard Delalande assure l’intérim, pendant que les supérieurs de l’église, qui ont assuré à François, alors âgé de onze ans, la succession de son père comme organiste, lui allouent les fonds nécessaires à son perfectionnement dans les études musicales, mais pas à une préparation culturelle de nature générale. L’usage d’une langue familière et une difficulté à exprimer de manière technique des concepts complexes dans la rédaction de L’Art de toucher le clavecin sont le reflet de cette lacune. Selon Olivier Baumont (Couperin, le musicien des rois, p.76), « d'aucuns considèrent aujourd'hui le plan et le style du volume confus, les conseils pédagogiques étant disposés pêle-mêle ».

## Éditions
Il n’existe aucun exemplaire autographe connu de ce traité, mais il subsiste des exemplaires des deux versions éditées du vivant de l’auteur. L’édition de 1716 comprend huit simples préludes et une allemande originale, des exercices de technique et des instructions, des notes sur le doigté pour les passages dans les Pièces de clavecin, et un essai sur l’ornementation. L’édition 1717 inclut une nouvelle préface et un supplément décrivant le doigté du deuxième volume des Pièces de Clavecin.
Dans la 1re édition de son Second livre de pièces de clavecin, publié en 1717, Couperin informe les acheteurs de l’Art de toucher le clavecin de 1716 qu’ils peuvent le lui retourner pour un échange gratuit avec l’exemplaire de 1717, qui contient une nouvelle préface et un supplément relatif aux doigtés pour les points difficiles du Second Livre qui vient de paraître. De ce fait, les exemplaires de la première édition sont très rares.

## Description
Couperin a rédigé ce traité, paru pour la première fois en 1716, juste après le Second livre de pièces de clavecin, pour enseigner aux joueurs de clavier la pratique de l’exécution, en particulier pour ses Pièces de Clavecin, notant en préface que les principes en étaient « absolument nécessaires pour parvenir à bien exécuter mes Pièces. » Le regain d’intérêt pour la musique ancienne en a fait une des sources primaires pour le système de doigté au clavier prédominant dans l’Europe de l’époque baroque. Considéré comme l’un des traités survivants les plus significatifs de la musique baroque, cet ouvrage illustre l’ornementation utilisée à l’époque.
L’Art de toucher le clavecin est l’un des derniers ouvrages, avec le Second livre de pièces de clavecin, publié en 1719 par Nicolas Siret, à contenir des préludes non mesurés, selon le style ancien. Les signes de rythme et de mètre sont néanmoins donnés à fin d’instruction.
Outre les préceptes fondamentaux pour la première approche du clavecin par les enfants, les exercices de base, les recommandations aux enseignants et aux familles des élèves et l’enseignement des principes d’interprétation, Couperin a également inclus huit préludes simples et une allemande, des exercices techniques, des exemples et des tableaux explicatifs sur les ornements, l’allemande se compose d’une invention à deux voix sur le modèle du canon, tandis que les préludes, presque sous forme improvisée, sont les meilleures œuvres de cette forme de Couperin.
Huitième prélude

## Hommage
Le compositeur espagnol José Luis Turina a rendu hommage à Couperin dans L'art d'être touché par le clavecin (Sonata para clave) (2000), pour clavecin.